# 江西画派
江西画派，是一个於清朝初期在江西南昌地区形成的书画流派，又称江西派、西江派。画派的特点是“平淡天真，岚气清润”，“林壑森秀，墨气滃然”。江淮间画家多宗之。

## 代表人物
画派的主要画家为东湖书画会成员，代表人物有罗牧。其发起的东湖书画会主要成员有八大山人、南昌万个、南昌熊秉哲、南昌彭廷谟、南昌李仍、南昌蔡秉质、南昌涂岫、南昌闵应铨、南昌齐鉴、南昌徐煌、新建朱容重、进贤饶宇朴、渝水黎坤、奉新帅我、歙县吴雯炯、钱塘澹雪、奉天喻成龙、商丘宋荦、昆明心壁、南昌熊一潇、南昌万承苍等人。
罗牧之后，绘画传其家法者有裔孙罗洹，罗洹从孙女罗芳英亦能山水。